# Kirij
Kiríj ali curíj je umetni element, ki ima v periodnem sistemu simbol Cm (iz latinskega imena Curium) in atomsko število 96. Ta radioaktivni kovinski transuranski element iz vrste aktinoidov so izdelali z obstreljevajnem plutonija z delci alfa (helijevimi ioni) in ga poimenovali po Marie Curie in njenem možu Pierru.